# Villanueva Mesía
Villanueva Mesía är en kommun i Spanien.   Den ligger i provinsen Provincia de Granada och regionen Andalusien, i den södra delen av landet, 400 km söder om huvudstaden Madrid. Antalet invånare är 2 108. Arean är 11,2 kvadratkilometer. Villanueva Mesía gränsar till Montefrío, Illora, Moraleda de Zafayona, Huétor-Tájar och Loja. 
Terrängen i Villanueva Mesía är lite kuperad.